# Jonathan Majors
Jonathan Majors (Lompoc, 7 september 1989) is een Amerikaans acteur.

## Biografie
Jonathan Majors werd in 1989 geboren in Lompoc (Californië). Zijn vader was een soldaat bij de luchtmacht en zijn moeder is een methodistische pastor. Hij heeft een oudere zus en een jongere broer. Als kind woonde hij met zijn familie op de Vandenberg Air Force Base, waar zijn vader werkzaam was. Op vijfjarige leeftijd verhuisde hij met zijn familie naar Dallas (Texas). Daarnaast woonde hij in Texas ook in Georgetown en Cedar Hill.
Zijn vader nam als lid van de Amerikaanse luchtmacht deel aan de Golfoorlog van 1990-1991. Op een dag verdween hij, waardoor zijn echtgenote met drie kinderen achterbleef. Na een afwezigheid van zeventien jaar dook hij opnieuw op.
Majors kende een moeilijke jeugd. Hij werd gearresteerd voor winkeldiefstal, werd op school geschorst na een vechtpartij en werd later uit zijn huis gezet waardoor hij een poos in zijn auto woonde. Hij ontwikkelde een passie voor acteren en sloot zich uiteindelijk aan bij de Universiteit van North Carolina, waar hij een bachelor behaalde. In 2016 behaalde hij een master aan de Yale School of Drama, de acteeropleiding van de Yale-universiteit. Omdat hij met een licht spraakgebrek kampte, liet hij voor zijn audities aan de universiteit zijn tongriem knippen.

## Carrière
In 2017 vertolkte Majors een rol in de miniserie When We Rise. Nadien had hij kleine bijrollen in films als Hostiles, White Boy Rick en Out of Blue. 
Zijn grote doorbraak was de dramafilm The Last Black Man in San Francisco (2019) van regisseur Joe Talbot. Zijn bijrol leverde hem een nominatie voor de Independent Spirit Awards op. Nadien kreeg hij een hoofdrol in de horrorserie Lovecraft Country en werkte hij met Spike Lee samen aan het oorlogsdrama Da 5 Bloods (2020). 
Van juni 2021 tot en met november 2023 vertolkte Majors de rol van schurk Kang the Conqueror, die zou gaan dienen als de hoofdschurk van de "Multiverse Saga" van het Marvel Cinematic Universe. Kang werd geïntroduceerd in de televisieserie Loki op Disney+ en verscheen in de bioscoopfilm Ant-Man and the Wasp: Quantumania.In maart 2023 werd Jonathan Majors gearresteerd wegens beschuldigingen van mishandeling. Nadat hij in december datzelfde jaar schuldig werd bevonden, werd hij door Disney en Marvel Studios ontslagen en keerde Kang niet meer terug in het MCU. De eerstvolgende Avengers-film, die tot dan toe Avengers: The Kang Dynasty heette, kreeg een nieuwe titel; Avengers: Doomsday. Robert Downey Jr. keert terug naar de MCU in de rol van Doctor Doom, ter vervanging van Kang als de hoofdschurk. Acteur Colman Domingo was nog door Marvel Studios benadert om de rol van Majors over te nemen, maar sloeg het aanbod af.

## Filmografie

### Film
- Hostiles (2017)
- White Boy Rick (2018)
- Out of Blue (2018)
- The Last Black Man in San Francisco (2019)
- Captive State (2019)
- Gully (2019)
- Jungeland (2019)
- Da 5 Bloods (2020)
- Devotion (2022)
- Ant-Man and the Wasp: Quantumania (2023)
- Creed III (2023)

### Televisie
- When We Rise (2017)
- Lovecraft Country (2020)
- Loki (2021-2023)